# 二氟化镱
二氟化镱 是一种无机化合物，是镱的氟化物。

## 制备
二氟化镱可以由三氟化镱被镱金属或氢气 还原而成。
{\displaystyle \mathrm {2\ YbF_{3}+Yb\longrightarrow 3\ YbF_{2}} }
{\displaystyle \mathrm {2\ YbF_{3}+H_{2}\longrightarrow 2\ YbF_{2}+2\ HF} }

## 性质
二氟化镱是一种灰色固体。它的结构是萤石结构。 